# Штрассер, Артур
Артур Штрассер (нем. Arthur Strasser; 8 апреля 1854 или 13 февраля 1854, Постойна — 11 августа 1927 или 8 ноября 1927, Вена) — австрийский скульптор.

## Биография
С 1871 по 1875 год Артур Штрассер учился в Венской академии изящных искусств у Виктора Тильгнера. Во время учебы он стал членом венского братства Germania, позже Gothia ; он также был членом юниорской команды учеников средней школы Кремсера Ругия. Увлекался скульптурой и пластикой. Получив стипендию, он смог продолжить и расширить свое обучение в Париже в 1881—1883 годах. Вернувшись в Вену, его работы в натуралистическом стиле получили высокую оценку. В 1893 году он получил Кайзерпрайс, в 1896 году — Большую Золотую государственную медаль.
В 1892 году Штрассер вместе с художником Чарльзом Вильда (1854—1907) отправился в Египет, где нашел вдохновение для своих художественных работ. Восточные мотивы после поездки все чаще стали появляться в его работах, при этом он сосредотачивал свой интерес на изображении типичных местных жителей. Египетские водоносы в традиционных костюмах, в частности арабское население, должны быть запечатлены в момент повседневной деятельности и поражать своей красивой внешностью, например как голова нубийца в Бельведере в Вене (1892, инв. № 7130). Этими работами Штрассер, как и многие его современные коллеги-художники, встретил преобладающий вкус ориентализма, согласно которому цветная версия должна выглядеть максимально натуралистично. Эти небольшие скульптуры были очень популярны и нашли покупателей в австрийской императорской семье. Императрица Елизавета приобрела Феллахенфрау для Гермесвиллы.

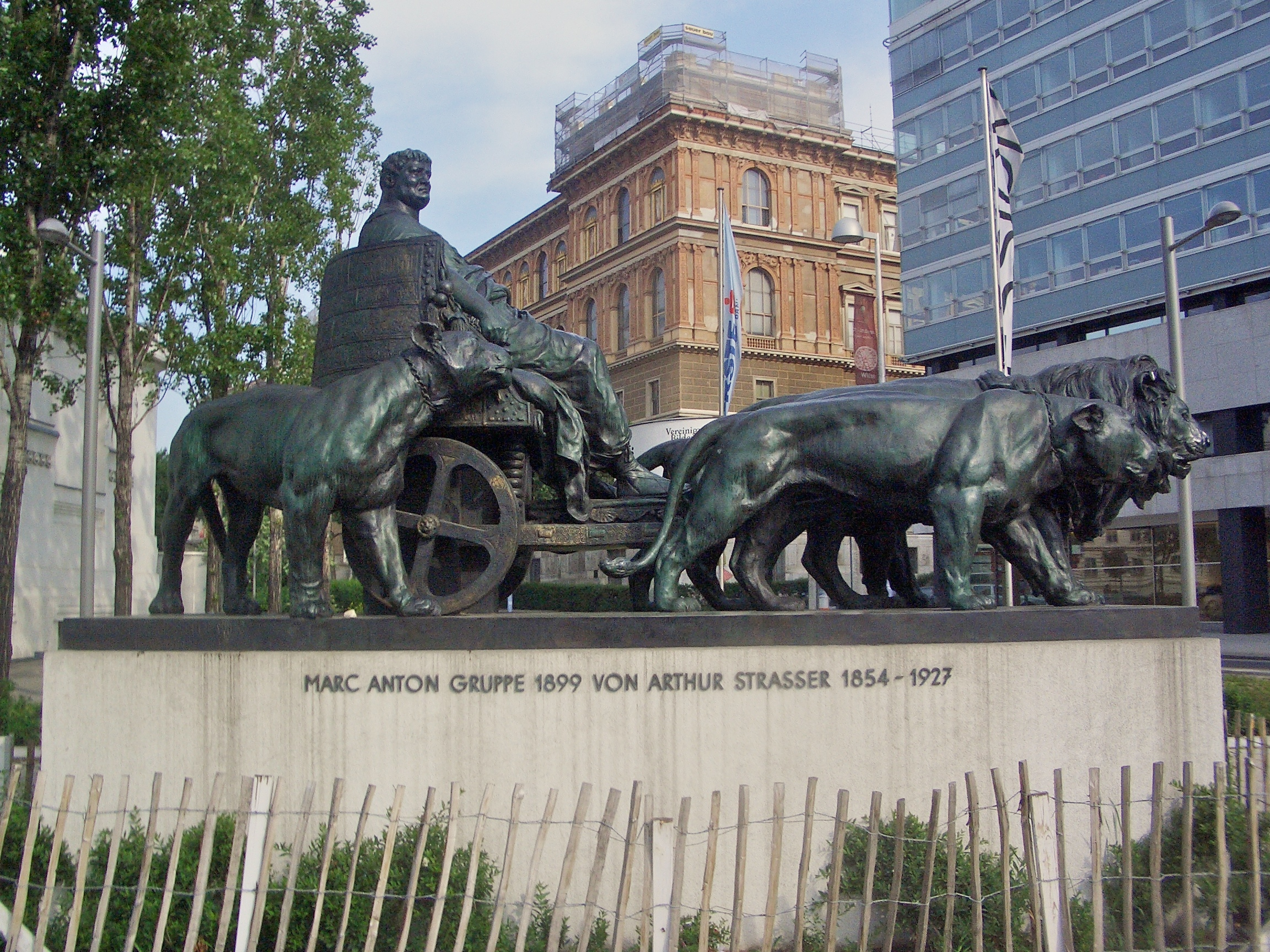
Артур Штрассер: Marc-Anton-Plastic, сегодняшняя инсталляция перед зданием Сецессиона в Вене.

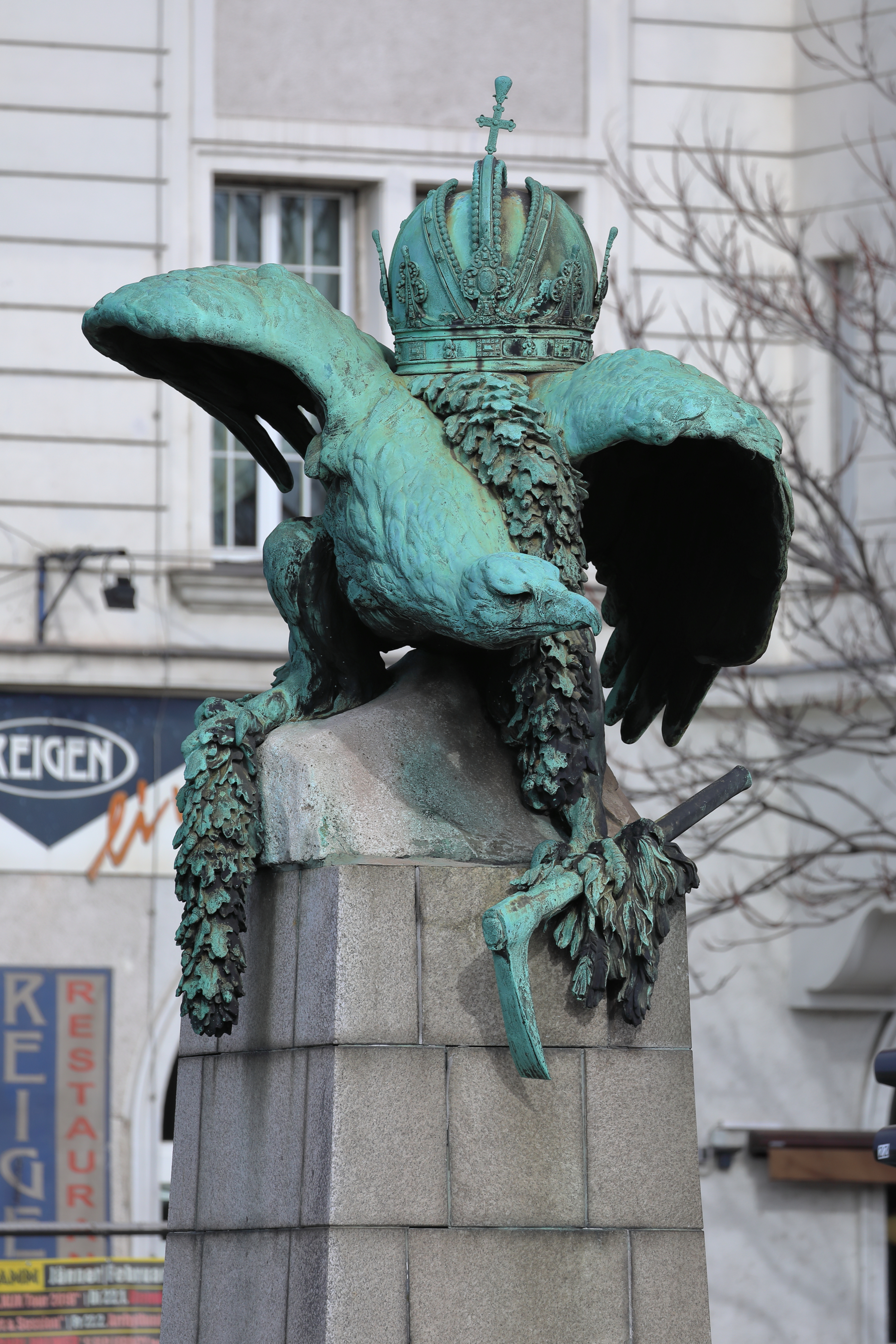
Венценосный орел на мосту Кеннеди

С 1899 по 1919 год Штрассер возглавлял класс скульптора в качестве профессора Венской школы прикладного искусства. Венский Сецессион стремился отвернуться от преобладающего историзма и назначил нескольких новых профессоров, чтобы дать новый импульс преподаванию. Штрассер, конечно, не был одним из революционных новаторов, но его естественное, тонкое исполнение нашло отклик. Здесь он создал большую бронзовую скульптуру Марка Антония для Всемирной выставки 1900 года в Париже. Толстый генерал удобно сидит в колеснице, запряженной львами. Развратность и упадок правителя эффектно контрастирует с могущественной красотой больших кошек. Группа фигур сейчас стоит перед зданием Венского сецессиона.

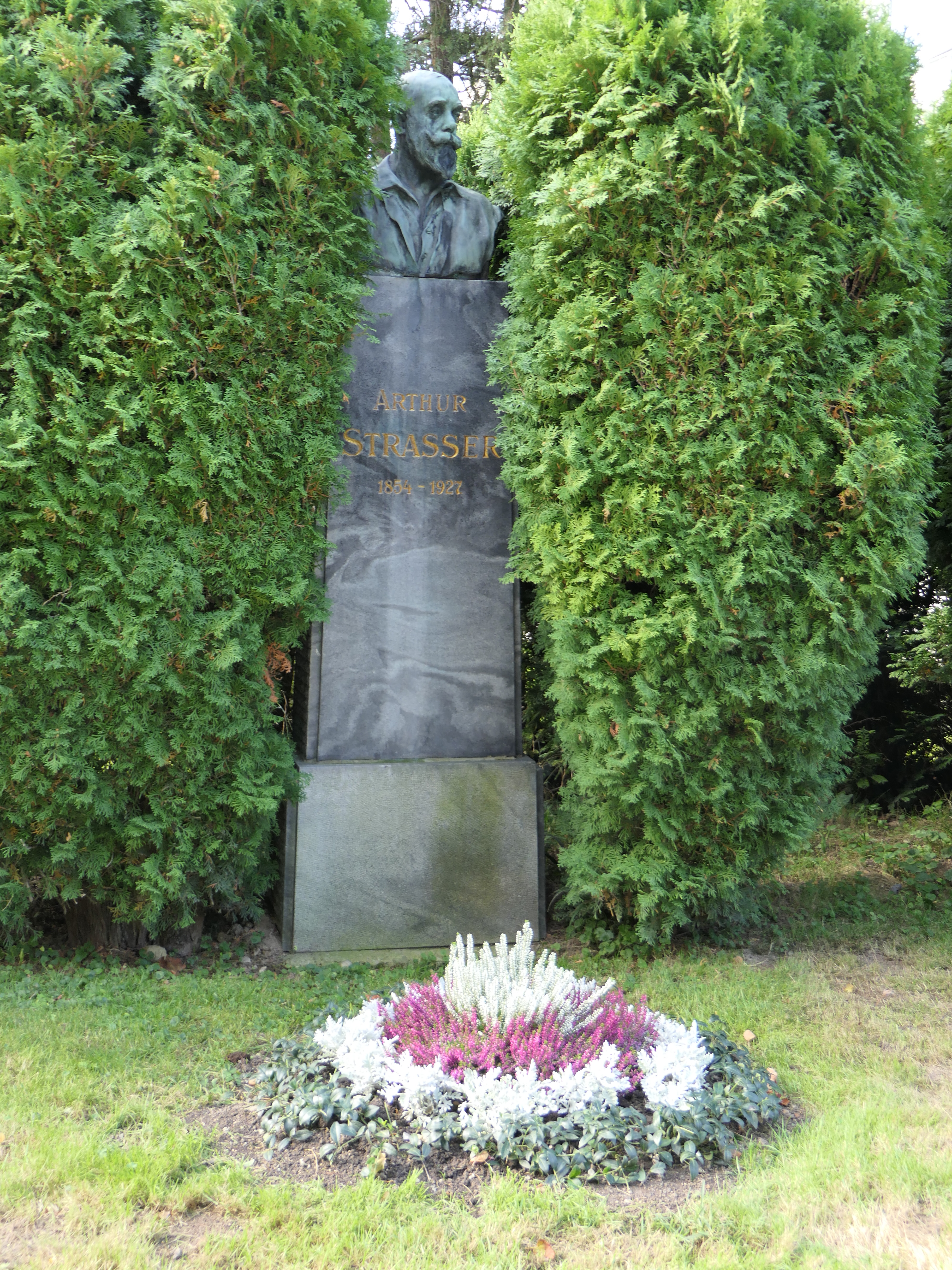
Могила Артура Штрассера

Бронзовый орел на мосту Кеннеди также выполнен Штрассером. Глубоко согнутые императорской короной, которая давит на спины орлов, и могучей листовой гирляндой, которая также сдавливает их, они держат в когтях лопаты и скобы и призваны напомнить о работе, которую должны были проделать рабочие, чтобы построить легкорельсовый транспорт.
Рельеф захоронения Христа в Мемориальной церкви доктора Карла Люгера на центральном кладбище также является одной из его общественных работ.
Его малоформатные полихромные глиняные глазурные работы — терракоты впечатляют своим естественным выбором цвета и композицией. Слон с пантерой 1906 г., цветная глазурь 58 × 32,5 × 38 см (ХСАК, инв. № 1295/0 Университета прикладных искусств) убедительно показывает это. Эта драматическая борьба между двумя совершенно разными видами животных, которые в стремлении выжить мобилизуют все свои силы в напряженных телах, усиливает впечатление от особенно тонко проработанных кожных структур. В своем натуралистическом исполнении мех и кожа соревнуются друг с другом, как мышечная сила животных, соревнующихся друг с другом в бою.
Артур Штрассер разработал несколько предметов для фарфоровой фабрики. Фабрика, основанная Фридрихом Гольдшайдером в 1885 году, пользовалась отличной репутацией и могла выполнять технически сложную работу Штрассера.
Артур Штрассер, конечно, не один из художников-первопроходцев новых венских течений 1900 годов, но его работы свидетельствуют о тонкой наблюдательности, которая проявляется в прекрасном исполнении, а также в тщательном критическом рассмотрении выбранных тем.
Рисунок Артура Штрассера был сделан в 1880 году восточным художником Рудольфом Свободой, который также рисовал Йозефа Урбана (1872—1933), основателя Хагенбунда. Можно предположить, что Артур Штрассер также некоторое время принадлежал к этой группе.
Он был членом Дом художников в Вене с 1886 по 1891 и с 1907 по 1927 год и Венского сецессиона с 1898 по 1900 год. Он также был членом Мюнхенского сецессиона.
Среди его учеников был скульптор из Верхней Австрии Антон Герхарт.
Его сыновья Бенджамин и Роланд Штрассеры стали известными художниками. Его дочь Хедвиг Штрассер была замужем за педиатром Куртом Хульдщинским.
Его почетная могила с бронзовой головой на каменной стеле находится на Центральном кладбище Вены (группа 32С, № 8).

## Использованная литература
- Georg Nordensvan: Strasser, Arthur. In: Theodor Westrin, Ruben Gustafsson Berg, Eugen Fahlstedt (Hrsg.): Nordisk familjebok konversationslexikon och realencyklopedi. 2. Auflage. Band 27: Stockholm-Nynäs järnväg-Syrsor. Nordisk familjeboks förlag, Stockholm 1918, Sp. 298—299 (schwedisch, runeberg.org).
- A. Holck: Strasser, Arthur. In: Johannes Brøndum-Nielsen, Palle Raunkjær (Hrsg.): Salmonsens Konversationsleksikon. 2. Auflage. Band 22: Spekulation-Søøre. J. H. Schultz Forlag, Kopenhagen 1927, S. 427 (dänisch, runeberg.org).
- Strasser, Arthur. In: Hans Vollmer (Hrsg.): Allgemeines Lexikon der Bildenden Künstler von der Antike bis zur Gegenwart. Begründet von Ulrich Thieme und Felix Becker. Band 32: Stephens-Theodotos. E. A. Seemann, Leipzig 1938, S. 157.
- Gottfried Fliedl, Oswald Oberhuber: Kunst und Lehre am Beginn der Moderne. Die Wiener Kunstgewerbeschule 1867—1918. Residenz, Salzburg 1986, ISBN 3-7017-0454-6.
- Nicole Raichle: Das plastische Werk des Wiener Malers und Bildhauers Arthur Strasser 1854—1927. Magisterarbeit Friedrich-Alexander Universität, Erlangen-Nürnberg 1989.
- Georg Kolmanitsch: Pflege und Maßnahmenkonzept für Bronzen im Freien am Beispiel des Marc Anton-Monuments Wien-Secession. Unveröffentlichte Diplomarbeit, Wien 2003.
- Robert E. Dechant, Filipp Goldscheider: Goldscheider. Firmengeschichte und Werkverzeichnis. Historismus, Jugendstil, Art Déco, 1950er Jahre. Arnoldsche, Stuttgart 2007, ISBN 978-3-89790-216-9.
- W. Aichelburg. Strasser Art(h)ur // Österreichisches Biographisches Lexikon 1815–1950 (ÖBL). — Wien: Verlag der Österreichischen Akademie der Wissenschaften, 2010, ISBN 978-3-7001-6963-5. — Bd. 13. — S. 361.